# Séïdath Tchomogo
Séïdath Siriki Tchomogo Konabe (Porto Novo, 13 agosto 1985) è un calciatore beninese, centrocampista dell'Al-Suwaiq.

## Carriera

### Club
Ha giocato nel campionato beninese, bahreinita e omanita.

### Nazionale
Con la maglia della nazionale ha partecipato a 3 edizioni della Coppa d'Africa.